# Футбольная ассоциация Гуама
Футбольная ассоциация Гуама (англ. Guam Football Association) — национальная футбольная организация Гуама, являющегося неинкорпорированной территорией США, член ФИФА и Азиатской конфедерации футбола. Ответственна за развитие футбола на острове и формирование национальных команд всех уровней, для представления страны на международных соревнованиях.

## История
Футбольная ассоциация Гуама была создана в 1975 году с целью популяризовать игру на острове в качестве одного из видов досуга.
В 1991 году ассоциация была принята в Азиатскую конфедерацию футбола в качестве ассоциированного члена, а спустя 5 лет на Конгрессе Международной федерации футбола в Цюрихе она получила полноправное членство в АФК и ФИФА.
В 2002 году Президент Футбольной ассоциации Гуама Ричард Лай стал одним из основателей Восточно-азиатской федерации футбола.
В 2015 году Лай, являвшийся также членом комитета по аудиту и соблюдению норм ФИФА, был задержан и обвинён в коррупции. В рамках дела выяснилось, что в 2009—2014 годах он получил взятки на сумму 850 тысяч долларов для продвижения интересов некоторых азиатских футбольных функционеров. Лай признал себя виновным и 21 ноября 2017 года был пожизненно отстранён от футбольной деятельности.